# An Alley Romance
An Alley Romance è un cortometraggio muto del 1915 diretto da Wallace A. Carlson.

## Produzione
Il film fu prodotto dalla Essanay Film Manufacturing Company.

## Distribuzione
Distribuito dalla General Film Company, il film - un cortometraggio di animazione - uscì nelle sale cinematografiche USA il 15 maggio 1915.